# Бодров Володимир Григорович

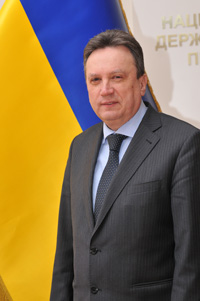
Завідувач кафедри управління національним господарством і економічної політики

Володимир Григорович Бодров (20 січня 1952, Київ) — український економіст, доктор економічних наук, професор, заслужений діяч науки і техніки України, завідувач кафедри управління національним господарством та економічної політики Національної академії державного управління при Президентові України, професор кафедри економічної теорії, макро- та мікроекономіки економічного факультету Київського національного університету імені Тараса Шевченка, генеральний директор Всеукраїнської громадської організації «Інститут досліджень економіки та суспільства 21 століття» (ВГО «ІНДЕКС 21»).

## Освіта
Народився 20 січня 1952 р. у м. Києві. Після закінчення київської СШ № 117 поступив у 1969 р. на економічний факультет Київського державного університету ім. Т. Г. Шевченка (нині — Київський національний університет імені Тараса Шевченка, далі — КНУ). Закінчив економічний факультет за спеціальністю «Політична економія» з відзнакою (1974), аспірантуру (1977), докторантуру(1991) економічного факультету Київського університету.

## Науково-педагогічна діяльність
У 1977-85 рр. — асистент, у 1985-96 рр. — доцент кафедри політичної економії, 1996-98 рр. — професор кафедри економічної теорії та управління народним господарством економічного факультету Київського національного університету. З 1998 р. — професор кафедри економіки і фінансів Національної академії державного управління при Президентові України (далі — НАДУ), з 1999 р. — завідувач кафедри економічної теорії та історії економіки НАДУ, з 2011 р. — завідувач кафедри управління національним господарством НАДУ, з 2014 р. — завідувач кафедри управління національним господарством та економічної політики НАДУ.
З 2003 і по т.ч. — професор кафедри економічної теорії, макро- та мікроекономіки економічного факультету КНУ (за сумісництвом). Водночас у 2003—2007 рр. — завідувач відділом теоретичних проблем макроекономічного регулювання і фінансової політики Науково-дослідного фінансового інституту при Міністерстві фінансів України (за сумісництвом). У КНУ захищені кандидатська дисертація «Критика концепцій розвитку соціалістичної економіки в теоріях порівняльних економічних систем» (1977). докторська дисертація «Економічний неоконсерватизм: зміст, еволюція, взаємозв'язок теорії і політики» (1995).
У 1981-82 рр. — стажер-дослідник факультету економічних наук Лейпцігського університету (НДР), у 1992-93 рр. та 1996 р. — запрошений професор Інституту економіки і суспільства Східної та Південно-Східної Європи університету ім. Людвіга Максиміліана у Мюнхені (ФРН). 1991—2015 рр. — виступав з лекціями у Нью-Йоркському університеті (США), Університеті бундесверу в Гамбурзі (ФРН), Об'єднаному Віденському Інституті (Австрія), Національній школі управління у Парижі (Франція), Педагогічному університеті Цюриха (Швейцарія), Російській академії державної служби при Президентові РФ у Москві (Росія), Центрі суспільних наук Московського державного університету ім. М. В. Ломоносова (Росія), Академії управління при Президентові Республіки Білорусь у Мінську.
У 1997-99 рр. — експерт з програм міжнародного наукового співробітництва INTAS (Брюссель, Бельгія). Член спеціалізованих вчених рад із захисту дисертацій в НАДУ та КНУ.

## Основні напрями та здобутки наукової діяльності
Коло наукових інтересів: державне регулювання економіки, аналіз економічної політики, теорії порівняльного аналізу і трансформації економічних систем, інституційна економіка, новітня історія економічної думки (сучасні неокласика, неолібералізм, неомонетаризм), теорія та історія публічних фінансів, філософія господарства. Визнаними науковою спільнотою дослідницькими здобутками є: обґрунтування в монографії «Современный экономический консерватизм: переоценка ценностей или повторение прошлого?» (Київ, 1990) та докторській дисертації «Економічний неоконсерватизм: зміст, еволюція, взаємозв'язок теорії і політики» (1995) потенціалу й обмеженості теорії і практики економічного неоконсерватизму і неолібералізму, передбачення глобальної фінансово-економічної рецесії як наслідок кризи ринкового ліберального фундаменталізму; формування вітчизняної наукової школи економічної транзитології та управління трансформаційними процесами в сучасних господарських системах, що охоплює 20 докторів і 31 кандидат економічних наук та наук державного управління, підготовлених безпосередньо та очолюваною ним кафедрою.

## Основні наукові праці
Автор більше 200 наукових та науково-методичних праць, основними з яких є:
- Современный экономический консерватизм: переоценка ценностей или повторение прошлого? (Київ,1990);
- Соціальне ринкове господарство (Київ, 1995);
- Трансформація економічних систем: концепції, моделі, механізми регулювання та управління (Київ, 2002);
- Проблемы экономики переходного общества (Запорожье, 2004, у співавтор.);
- Бюджетна політика у контексті соціально-економічного розвитку України: У 6 томах; Т.5: Реформування міжбюджетних відносин і зміцнення фінансової основи місцевого самоврядування (Київ, 2004, член редкололегії, кер. автор. кол-ву);
- Державне регулювання спеціальних монополій в Україні (Харків, 2005, заг. ред., кер. автор. кол-ву);
- Регулювання міжбюджетних відносин: Україна і європейський досвід (Київ, 2006, заг. ред., кер. автор. кол-ву);
- Політична економія (Київ, 2007, заг. ред., у співавтор.);
- Промышленные предприятия Украины в постриватизационный период: механизмы государственного регулирования и финансовой поддержки (Харьков, 2008);
- Державне регулювання економіки та економічна політика (Київ, 2010, заг. ред.);
- Экономика цивилизаций в глобальном измерении (Москва, 2011, заг. ред., чл. автор. кол-ву).
- Державне регшулювання розвитку внутрішнього ринку в умовах модернізації національної економіки (Київ, 2013, наук. ред., член автор. кол-ву)
- Политическая єкономия: прошлое, настоящее, будущее (Киев, 2014, чл. редколл., автор. кол-ва):
- Бюджетна та фінансова децентралізація як інструмент зміцнення матеріально-фінансової основи місцевого самоврядування (Київ. 2015).
- Член авторського колективу першої в Україні фундаментальної «Економічної енциклопедії» у 3-х томах (Київ, 2000—2002) та співголова наукової редколегії Т.4: Галузеве управління «Енциклопедії державного управління» у 8 томах (Київ, 2011).

## Громадсько-наукова діяльність
Член Науково-експертної колегії Громадської ради при Національному банку України, Міжвідомчої Координаційної Ради з економічної теорії Національної академії наук України та Міністерства освіти і науки України. Член редколегій 7 фахових вітчизняних і зарубіжних журналів з економічних наук та наук державного управління. Член Європейської спілки консультантів — European Consultants Unit (https://web.archive.org/web/20150819174517/http://ecu-online.org/index.php?id=8&L=2), ECU, — (Штарнберг/Мюнхен, ФРН). Дійсний член Академії економічних наук України (2005), Української академії наук з державного управління (2006), Російської академії філософії господарства (2010), Академії наук Вищої школи України (2016), Академії національної безпеки України (2016). Член президії-співзасновник Українського філософсько-економічного наукового товариства, Виконавчої ради Всеукраїнської асоціації політичної економії, генеральний директор Всеукраїнської громадської організації «Інститут досліджень економіки і суспільства 21 століття».

## Нагороди та відзнаки
Нагороджений медаллю «В пам'ять 1500-ліття м. Києва» (1982), Почесною грамотою Кабміну України (2002), Подякою Кабінету Міністрів 2004), Почесною грамотою Верховної Ради України (2012). Кавалер Командорського Хреста Ордена Святого Станіслава (2007). Заслужений діяч науки і техніки України (2004).

## Інтерв'ю, виступи у ЗМІ, відеолекції
1. Разговор слепого с глухим: господдержка МСБ. Комментарий эксперта.- Статус. Экономические известия. — К.: № 51-52, 26 декабря 2011. — с.16-24 (с.22). https://web.archive.org/web/20160304120253/http://statuspress.com.ua/big-theme/razgovor-slepogo-s-gluxim.html
2. Риск — благородное дело. Возможен ли в Украине бизнес с иностранными инвестициями без прикрытия властей? Резюме дискуссии // Статус. Экономические известия.- № 12(234), 26.03.2012 г. — 34 с.(с.12-13). https://web.archive.org/web/20160304120005/http://statuspress.com.ua/discussion/risk-blagorodnoe-delo.html
3. Участь проф. Володимира Бодрова у програмі «Економічне коло» Київської державної регіональної телерадіокомпанії (КДРТРК), 3 лютого 2014 року https://web.archive.org/web/20150509054641/http://academy.gov.ua/?lang=ukr&tip=dop&tipn=Page&page=58
4. Распродажа государства: шахты и порты «за гривну». Спасёт ли экономику страны приватизация остатков госсобственности? // «Аргументы и факты в Украине», № 21, 20-26 мая 2015 г. — С.7. http://www.aif.ua/money/economy/rasprodazha_gosudarstva_shahty_i_porty_za_grivnu [Архівовано 2 липня 2017 у Wayback Machine.]
5. Стратегічна орієнтація — скорочення дефіциту державного бюджету// Національна безпека і оборона, № 1-2 (159—160) 2016 р. — С.27.
6. Відеолекція проф. В. Г. Бодрова «Національні системи регулювання економіки в умовах глобальних викликів» https://www.youtube.com/watch?v=2ns9Zdf-r1M [Архівовано 2 квітня 2016 у Wayback Machine.]
7. Відеолекція проф. В. Г. Бодрова «Державне регулювання модернізаційними процесами в економіці України» https://www.youtube.com/watch?v=evrf23HokDE [Архівовано 31 березня 2016 у Wayback Machine.]